# Пруно (Болцано)
Пруно је насеље у Италији у округу Болцано, региону Трентино-Јужни Тирол.
Према процени из 2011. у насељу је живело 86 становника. Насеље се налази на надморској висини од 948 м.